# Dommelhof
Het Provinciaal Domein Dommelhof is een instelling van de provincie Belgisch Limburg voor cultuur, podiumkunsten en sport in de gemeente Pelt. Dommelhof werd geopend in 1967. De instelling was het eerste cultureel centrum in Vlaanderen. 

## Geschiedenis

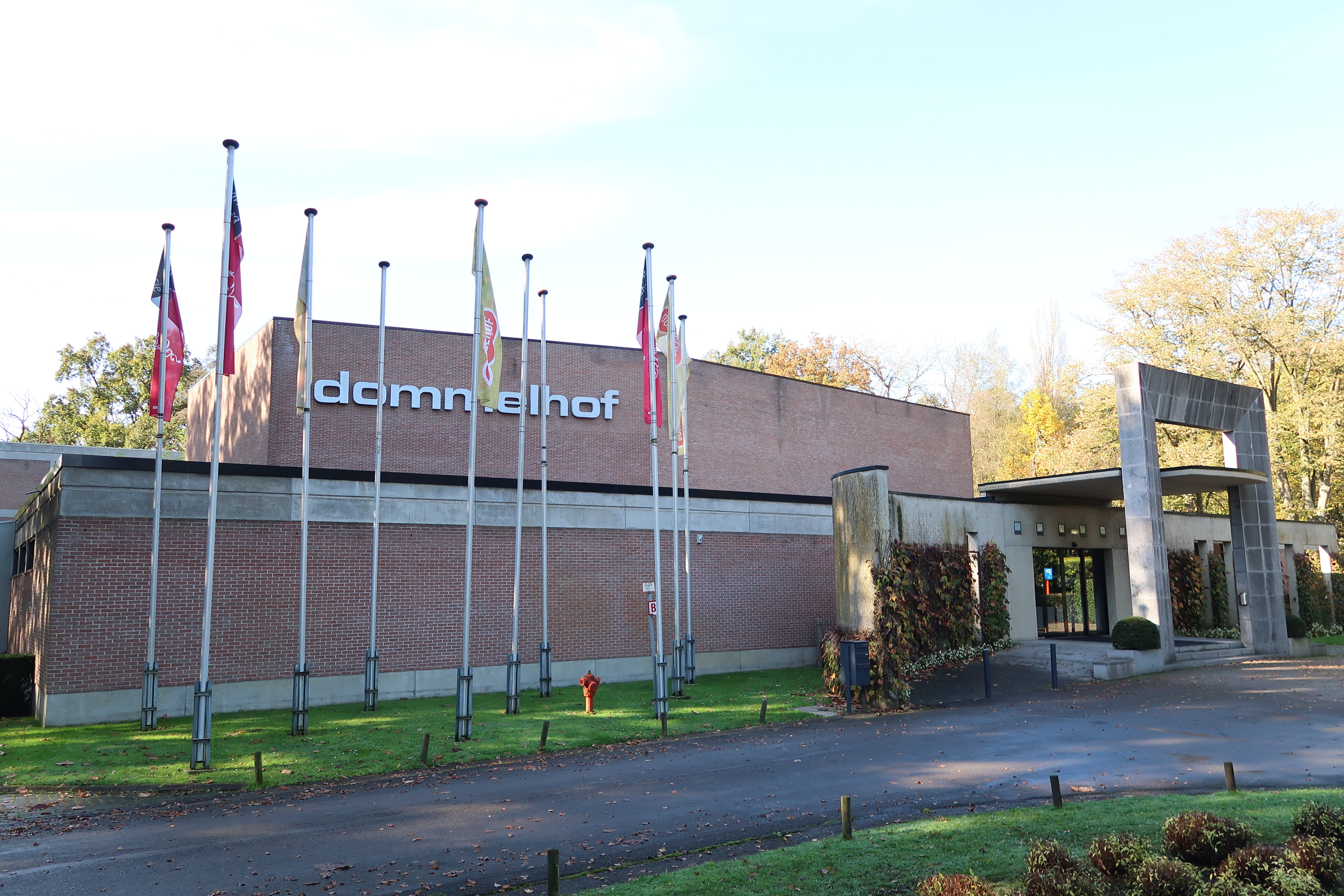
Theaterzaalgebouw Dommelhof

In 1962 nam de provincieraad van Belgisch Limburg het besluit om Dommelhof op te richten. Toenmalig minister voor cultuur Frans Van Mechelen besliste om de bouw van de culturele infrastructuur te subsidiëren. Deze infrastructuur naar een ontwerp van Alfons Hoppenbrouwers omvatte een theater-, vormings- en verblijfsgebouw. In 1967 was de eerste schouwburgvoorstelling een feit. Tot de jaren ’80 werd inhoudelijk vooral ingezet op sociaal-cultureel vormingswerk en een experimentele programmatie in de schouwburg. In 1979 werd de site uitgebreid met een sportcentrum.
In de jaren ’80 werd een internationaal poppenfestival uitgebouwd en werd gestart met een zomerfestival voor openluchttheater. Het poppenfestival is intussen verdwenen en het festival voor openluchttheater groeide in de volgende jaren uit tot het internationaal festival voor openlucht-, locatie- en circustheater Theater op de Markt. Ook het platform voor arthousecinema in Limburg, Zebracinema, ontstond in Dommelhof.

## Werking
De huidige activiteiten van Dommelhof omvatten: 
- Theater op de Markt: spreiding en creatie van circus- en openluchttheater via een zomerfestival en een herfstfestival, en een productiecel voor (inter)nationale creatie-opdrachten en residenties
- C-TAKT: ondersteuning van transdisciplinair talent i.s.m. o.a. C-mine Cultuurcentrum Genk
- Sportcentrum: faciliteren van bovenregionale sportactiviteiten
- G-Sportcentrum: sportactiviteiten voor mensen met een beperking aanbieden
- Verblijfsgebouw: faciliteren van meerdaagse vorming voor het socio-cultureel veld, alsook voor G-sportkampen

## Partners
Dommelhof werkt structureel samen met regionale en Vlaamse culturele partners:
- Musica: impulscentrum voor muziek, en beheerder van het klankenbos op de Dommelhof-site
- Zebracinema: arthouse-cinema in Belgisch Limburg
- Circuscentrum: Vlaams ankerpunt voor circuskunsten
- JazzCase: jazzplatform Noord-Limburg